# 65 537 (число)
65 537 (шестьдесят пять тысяч пятьсот тридцать семь) — натуральное число, расположенное между числами 65 536 и 65 538. Оно является 6543-м простым числом, а относительно их последовательности расположено между 65521 и 65539. Принадлежит к последовательности чисел Ферма, равно {\displaystyle 2^{2^{4}}+1.}

## Математика
Сумма квадратов цифр числа 65 537 в десятичной записи — точный квадрат:
62 + 52 + 52 + 32 + 72 = 36 + 25 + 25 + 9 + 49 = 144 = 122.
65537 — простое число вида x4 + y4.
Число 1065 537 + 27 является простым, как и числа 10+27=37, 127, 1083 + 27, 10167 + 27, 10242 + 27, 1014081 + 27. Если существует следующее простое число этой формы, то показатель степени должен быть больше 100 000.

### Простое число Ферма
65 537 — наибольшее известное простое число в форме {\displaystyle 2^{2^{n}}+1}. Это значит, что правильный 65537-угольник может быть построен с помощью циркуля и немаркированной линейки. В теории чисел простые числа этой формы известны как простые числа Ферма, названные в честь французского математика Пьера Ферма. Первые числа Ферма являются простыми и равны
{\displaystyle 2^{2^{0}}+1=2^{1}+1=3,}
{\displaystyle 2^{2^{1}}+1=2^{2}+1=5,}
{\displaystyle 2^{2^{2}}+1=2^{4}+1=17,}
{\displaystyle 2^{2^{3}}+1=2^{8}+1=257,}
{\displaystyle 2^{2^{4}}+1=2^{16}+1=65\,537.}
В 1732 году Эйлер показал, что следующее, пятое, число Ферма 4294967297 (число), является составным:
{\displaystyle 2^{2^{5}}+1=2^{32}+1=4\,294\,967\,297=641\times 6\,700\,417.}
А в 1880 году, Ф. Лэндри показал, что шестое число Ферма 18446744073709551617 также разлагается на множители:
{\displaystyle 2^{2^{6}}+1=2^{64}+1=18\,446\,744\,073\,709\,551\,617=274\,177\times 67\,280\,421\,310\,721.}